# 884 Priamus
A 884 Priamus (ideiglenes jelöléssel 1917 CQ) egy kisbolygó a Naprendszerben. Max Wolf fedezte fel 1917. szeptember 22-én, Heidelbergben. A Jupiter pályáján keringő Trójai csoport tagja.